# 명탐정 코난: 은빛 날개의 마술사
《명탐정 코난: 은빛 날개의 마술사》(일본어: 名探偵コナン 銀翼の奇術師)는 2004년 4월 17일에 개봉된 텔레비전 애니메이션 명탐정 코난의 8번째 극장판 애니메이션이다.
대한민국은 2011년 부천국제판타스틱영화제에서 투니버스가 주최한 코난의 밤 행사의 일환으로, 원어 자막 형태로 최초 상영하였다. 이후 2012년에 ㈜얼리버드픽쳐스가 수입하여 2013년 1월 24일 현지화를 진행한 한국어 더빙으로만 극장 개봉하였다. 더빙 성우진은 TV 시리즈 명탐정 코난의 투니버스 방영판 성우진이 그대로 참여했으며, 전국 139개 극장에서 상영되어 17만 6495명이 관람하였다.

## 개요
무대 여배우 주리에게 괴도 키드의 예고장이 날아왔다. 여배우는 자신의 보석을 지키려고 모리 코고로 (유명한)에게 의뢰를 한다. 예고장의 암호를 보고 코고로 (유명한)는 의뢰인이 주연하고 있는 극장 공연 중에 키드가 보석을 빼앗을 것이라고 추리했다. 사건 당일, 코난은 괴도 키드를 찾아내서 추적하지만 결국 놓친다. 그 다음날에 보석을 지킨 답례로 하코다테 별장에 초대된 코난 일행은 가는 도중에 또 다른 사건에 말려든다. 비행기 안에서 마키 주리 (연주리)가 살해당하고, 기장과 부조종사가 의식 불명에 빠지는 일이 벌어졌다. 결국 코난은 그곳에 변장하고 몰래 탔던 괴도 키드와 함께 비행기 조종을 하게 되는데...

## 등장 인물

### 메인 캐릭터
- 에도가와 코난 (코난) : 타카야마 미나미 / 김선혜
- 쿠도 신이치 (남도일) : 야마구치 캇페이 / 강수진
- 모리 란 (유미란) : 야마자키 와카나 / 이현진
- 모리 코고로 (유명한) : 카미야 아키라 / 이정구
- 키사키 에리 (노애리) : 타카시마 가라 / 한채언
- 괴도 키드 (고희도) : 야마구치 캇페이 / 신용우
- 스즈키 소노코 (정보라) : 마츠이 나오코 / 이용신

### 주조연 캐릭터
- 코지마 겐타 (고뭉치) : 타카기 와타루 / 한인숙
- 츠부라야 미츠히코 (박세모) : 오타니 이쿠에 / 정선혜
- 요시다 아유미 (한아름) : 이와이 유키코 / 여민정
- 하이바라 아이 (홍장미) : 하야시바라 메구미 / 우정신
- 아가사 히로시 (브라운 박사) : 오가타 켄이치 / 황원
- 메구레 쥬죠 (골롬보 반장) : 챠후린 / 조동희
- 시라토리 닌자부로 (백동훈 형사) : 이노우에 카즈히코 / 서윤선
- 나카모리 긴죠 (임은삼 반장) : 이시즈카 운쇼 / 설영범
- 타카기 와타루 (신형선 형사) : 타카기 와타루 / 김광국

### 오리지널 캐릭터

#### 용의자
마키 주리(牧 樹里) (연주리)
성우: 도다 케이코 / 양정화
여배우. 37세. 연극 <조제핀>의 조제핀 드 보아르네 역. 전직 객실 승무원으로 하코다테로 향하는 여객기 안에 탑승한 기장, 부조종사등과도 잘 아는 사이이다. 건방진 태도와 남을 깔보는 듯한 신랄한 말투 때문에 대다수의 사람들은 그녀를 좋게 생각하지 않는다.
반 도오루(伴 亨) (반정길)
성우: 시바타 히데카쓰 / 문관일
연출가 겸 배우. 45세. 연극 <조제핀>의 폴 바라스 역. 주리를 여배우로서 발굴해냈지만 현재는 주리에게서 연출을 일임받고 있는 등 그녀에게 거스르지 못한다. 그 때문에 아내 텐코에게서 잔소리를 듣고 있다.
나리사와 분지로(成沢 文二郎) (민태영)
성우 : 모리 카쓰지 / 이호산
배우. 34세. 연극 <조제핀>의 나폴레옹 보나파르트 역. 주리의 전남편으로 몇 년 전 합의이혼했다. 그는 주리에게 미련이 남아 있지만 그녀에게 냉대받고 있다.
타지마 덴코(田島 天子) (천지수)
성우 : 시마즈 사에코
배우. 반 도오루의 아내. 36세. 연극 <조제핀>의 테레지아 탈리앙 역.
신죠 이사오(新庄 功) (우상하)
성우 : 미키 신이치로 / 엄상현
배우. 28세. 연극 <조제핀>의 이폴리트 샤를 역. 주리의 연인이지만 나츠키의 말에 따르면 주리 본인은 그에게 질렸다고 한다.
야구치 마사요(矢口 真佐代) (서우민)
성우 : 히사카와 아야
주리의 매니저. 32세. 둔하고 어두운 성격 때문에 종종 불평을 듣거나 다른 사람 앞에서 창피를 당하고 있었다.
사카이 나쓰키(酒井 なつき) (나혜라)
성우 : 히카미 교코 / 김율
주리의 메이크업 담당. 26세. 사소한 부분까지 신경을 잘 쓰는 성격 덕분에 주리에게 신임받아 메이크업이라기보다는 시중드는 사람 같은 대접을 받고 있다. 다른 일을 하고 싶어도 주리가 허락해 주지 않아 그걸 기쁘게 여기면서도 성가시다고 생각하고 있다.

#### 주변인
오코시(大越) (황정환)
성우 : 이하라 게이스케 / 홍시호
사건 당시 비행기의 기장.
나카야(中屋) (한준혁)
성우 : 나카무라 다이키 / 한신
사건 당시의 비행기의 부조종사.
신도 레이코(進藤 玲子) (박소정)
성우 : 히키타 유미
스카이재팬 (스카이하이) 항공 865편의 객실 승무원. 고고로의 지시에 따라 전면적으로 수사에 협력했다. 착륙시에는 다른 승무원들과 함께 승객들에게 지시하고 있었다.
미사와 치아키(三沢 千秋) (이지은)
성우 : 이쿠라 카즈에
스카이재팬 (스카이하이) 항공 865편의 객실 승무원. 승객들에게 마실 것과 과자 서비스를 했다.
유키(由紀)
성우 : 도도 아사코 / 김채하
스카이재팬 (스카이하이) 항공 865편의 객실 승무원. 다른 승무원들과 함께 승객들에게 착륙시의 지시를 내리고 있었다.
시마오카(島岡) (김응호)
성우 : 스가와라 마사시 / 이호인
하코다테 공항 (양양공항) 관제 컨트롤실에서 신죠(키드)에게 지시를 내리고 있었던 다른 항공기의 기장.
우에스기(上杉) (노준오)
성우 : 가나오 테츠오 / 김정훈
하코다테 공항 (양양공항)의 관제부장. 시마오카 등과 함께 사태의 수습에 나섰다.
무라키(村木) (박재주)
성우 : 호소이 오사무 / 김명준
하코다테 공항의 관제관. 시마오카 등과 함께 사태의 수습에 나섰다.
무선회화
성우 : 미즈우치 키요미쓰, 가리야 마사노부
하코다테 공항에서 날씨 등의 정보를 전하고 있던 공항의 직원. 이 정보는 코난과 신죠(키드)들이 조종을 할 때에 도움이 되었다.
이시다(石田)
성우 : 후지시로 유우시 / 이호산
사건 당시 비행기에 타고 있던 의사.
형사
성우 : 마츠모토 야스노리
나카모리 경부의 부하. 괴도 키드를 잡기 위해 수사원을 총동원해 주리의 별장에 먼저 가 있었다.
경비원 A
성우 : 마키시마 나오키
시오도메 뷰 타워의 경비원. 괴도 키드의 변장을 눈치채지 못했다.
경비원 B
성우 : 칸나 노부토시
시오도메 뷰 타워의 경비원. 괴도 키드의 변장이지만 키드 자신은 진심으로 변장하고 있던 게 아닌 듯 경찰봉의 길이가 규격외였다.
니시무라(西村)
원작・애니메이션 침대특급 북두성 살인 사건에서 수사를 담당했던 경부. 이번 작품에서는 자수한 범인을 데리러 나타난다.
다무라(田村)
원작・애니메이션 침대특급 북두성 살인 사건에서 수사를 담당했던 니시무라 경부의 부하. 이번 작품에서는 니시무라 경부와 함께 자수한 범인을 데리러 나타났다.

## 제작진
- 원작 / 캐릭터 원안 : 아오야마 고쇼
- 감독 / 그림콘티 : 야마모토 야스이치로
- 각본 : 코우치 카즈나리
- 그림콘티 협력 : 오쿠와키 마사하루, 니시모리 아키라
- 연출 : 야마모토 야스이치로, 사토 치하루, 키쿠치 야스히토
- 캐릭터 디자인 / 총작화감독 : 스도 마사토모
- 디자인 웍스 / 작화감독 : 야마나가 준코
- 메커니컬 디자인 / 액션 / 메카 작화감독 : 사토 치하루
- 프로듀서 : 스와 미치히코, 요시오카 마사히토
- 애니메이션 제작 : 도쿄무비
- 제작 : 명탐정 코난 제작위원회 (쇼가쿠칸, 요미우리 TV, 니혼테레비, 쇼가쿠칸 프로덕션, 도호주식회사, 톰스 엔터테인먼트)

### 주제가
- 아이우치 리나 〈Dream×Dream〉

## 대한민국 개봉

### 크레딧
- 연출 : 김의진
- 기획 : 신동식
- 번역 : 이지영
- 수입 : ㈜얼리버드픽쳐스
- 배급 : 씨제이이앤엠 주식회사(CJ E&M 투니버스 명의)
- 홍보 : 이노기획
- 온라인 마케팅 : 투래빗

### 목소리 출연
- 김선혜 : 코난 역
- 이현진 : 유미란 역
- 이용신 : 정보라 역
- 이정구 : 유명한 역
- 설영범 : 임은삼 반장역
- 조동희 : 골롬보 반장 역
- 서윤선 : 백동훈 형사 역
- 김광국 : 신형선 형사 역
- 황원 : 브라운 박사 역
- 우정신 : 홍장미 역
- 한인숙 : 고뭉치 역
- 정선혜 : 박세모 역
- 여민정 : 한아름 역
- 신용우 : 괴도 키드 역
- 강수진 : 남도일 역
- 양정화 : 연주리 역
- 문관일 : 반정길 역
- 이호산 : 민태영 역
- 김현심 : 천지수 역
- 엄상현 : 우상하 역
- 김새해 : 서우민 역
- 김율 : 나혜리 역
- 홍시호 : 황정환 역
- 한신 : 한준혁 역
- 김현지 : 박소정 역
- 김영은 : 이지은 역
- 이호인 : 김용호 역
- 김정훈 : 노준오 역
- 김명준 : 박재주 역
- 임윤선 : 김포국제공항 안내 방송 역
- 여윤미 : 양양국제공항 안내 방송 역
- 김채하

### 한국어 더빙에서의 차이점
- 하코다테 공항이 우리말판에선 양양국제공항으로 의역되었다.
- 홋카이도의 모습을 그대로 그리고 강원도라고 써넣는 등 오류가 많이 발견되었다.

## 특징
- 괴도 키드가 출연한다. 《세기말의 마술사》편 이후 5년 만인 두 번째 극장판 출연이다.
- 이번 극장판부터는 야마모토 야스이치로 감독이 극장판을 맡았다.
- 하코다테 공항이나 하네다 공항을 실제와 가깝게 묘사했다.
- 이번 극장판은 일본 국토교통성 (대한민국 국토교통부에 해당)과 항공 회사의 협력으로 실제 항공 지식을 이용한 제작이 이루어졌다.[1]
- 모리 란 (유미란)이 신이치 (남도일)에게 고백을 한다. 그러나 원작을 의식하고 있어서인지 마지막에 모리 란 (유미란)은 변장한 키드에 자신의 마음을 고백했다고 믿는다.
- 경시청의 메구레 경감 (골롬보 반장) 등의 경시청 수사 1과 인물들의 출연이 예전 극장판보다 드물다. 대신에 괴도 키드를 담당하는 경시청 수사 2과의 소속의 나카모리 경부 (임은삼 반장)가 깊게 관련되어 있다.
- 키사키 에리가 《눈동자 속의 암살자》이래로 오랜만에 극장판에 등장했다.
- 마취바늘이 모리 코고로 (유명한)에게 가야할 것을 키사키 에리 (노애리)에게 잘못 들어가서 코난은 부득이하게 키사키 에리 (노애리)를 탐정역으로 세워 추리한다.[2]
- 2013년 1월 24일 한국어 정식 개봉 이전인 2011년에 열렸던 2011년 부천 국제 판타스틱 영화제에 당시 초청된 《침묵의 15분》편과는 별도로 이 편을 일본어 버전으로 공개하여 상영하였다.
- 대한민국에서 6번째로 정식 개봉한 극장판 코난이다.
- 사카이 나츠키는 역대 극장판 중 두 번째로 나온 여성 범인이며 그녀가 저지른 범죄행위 역시 사형감이다.
- 영화에서 SKY JAPAN 이라는 가상의 항공사가 등장한다. 기종은 보잉 747-400 이고 JA412K.

## 같이 보기
- 명탐정 코난의 영화 목록